# 8232 Akiramizuno
8232 Akiramizuno è un asteroide della fascia principale. Scoperto nel 1997, presenta un'orbita caratterizzata da un semiasse maggiore pari a 2,4153705 UA e da un'eccentricità di 0,1487626, inclinata di 2,87258° rispetto all'eclittica.